# Marc-Vincent Howlett
Marc-Vincent Howlett est un philosophe français né en 1948.

## Biographie
Ancien soixante-huitard, il a été membre de l'UJCML puis de la Gauche prolétarienne. Il se tourne ensuite vers l'anthropologie et la psychanalyse (enseignant à Vincennes, au département de psychanalyse dirigé par Jacques-Alain Miller), puis vers le théâtre (dramaturge).
Agrégé de philosophie, il enseigne à l'École supérieure des arts appliqués Duperré et à l'Institut d'études théâtrales (Université Paris 3 - Sorbonne Nouvelle). Outre de nombreux articles, il a publié chez Gallimard (Rousseau), Vuibert et Circé.
Il a écrit Triomphe de la vulgarité, un essai politique et philosophique contre la fausse rupture et l’exploitation de l’émotivité à l’œuvre dans les pratiques sarkozyennes du pouvoir.

## Livres et CD-Rom
- Jean-Jacques Rousseau : l'homme qui croyait en l'Homme, coll. « Découvertes Gallimard / Littératures » (no 66), Gallimard, 1989.
- CD-Rom Jean-Jacques Rousseau, Paris, édition Index+ 1999 - Texte d'introduction.
- Anton Tchekhov, “Oncle Vania” (avec Sylvie Howlett), Ellipses, 2005.
- “Créanciers” par August Strindberg (avec Jean-Claude Amyl), Circé, 2005.
- Le Triomphe de la vulgarité, L'Olivier, 2008.